# Polygala squamifolia
Polygala squamifolia är en jungfrulinsväxtart som beskrevs av John Wright och August Heinrich Rudolf Grisebach. Polygala squamifolia ingår i släktet jungfrulinssläktet, och familjen jungfrulinsväxter. Inga underarter finns listade i Catalogue of Life.